# Rentabiliteit vreemd vermogen
Rentabiliteit vreemd vermogen (afgekort tot RVV) is een kengetal dat de verhouding tussen interestlasten en gemiddeld vreemd vermogen weergeeft. Het geeft aan hoeveel rente kredietverleners ontvangen van een onderneming. De interest is de som van de rente die een onderneming moet betalen over haar lening(en) in een jaar. Het gemiddeld vreemd vermogen is het gemiddelde vreemd vermogen van een onderneming over één, vaak meerdere jaren. 
{\displaystyle \mathrm {RVV~=~({\frac {interestlast}{gemiddeld~vreemd~vermogen}})\times 100\%} }